# Largage aérien
Pour les articles homonymes, voir Largage.

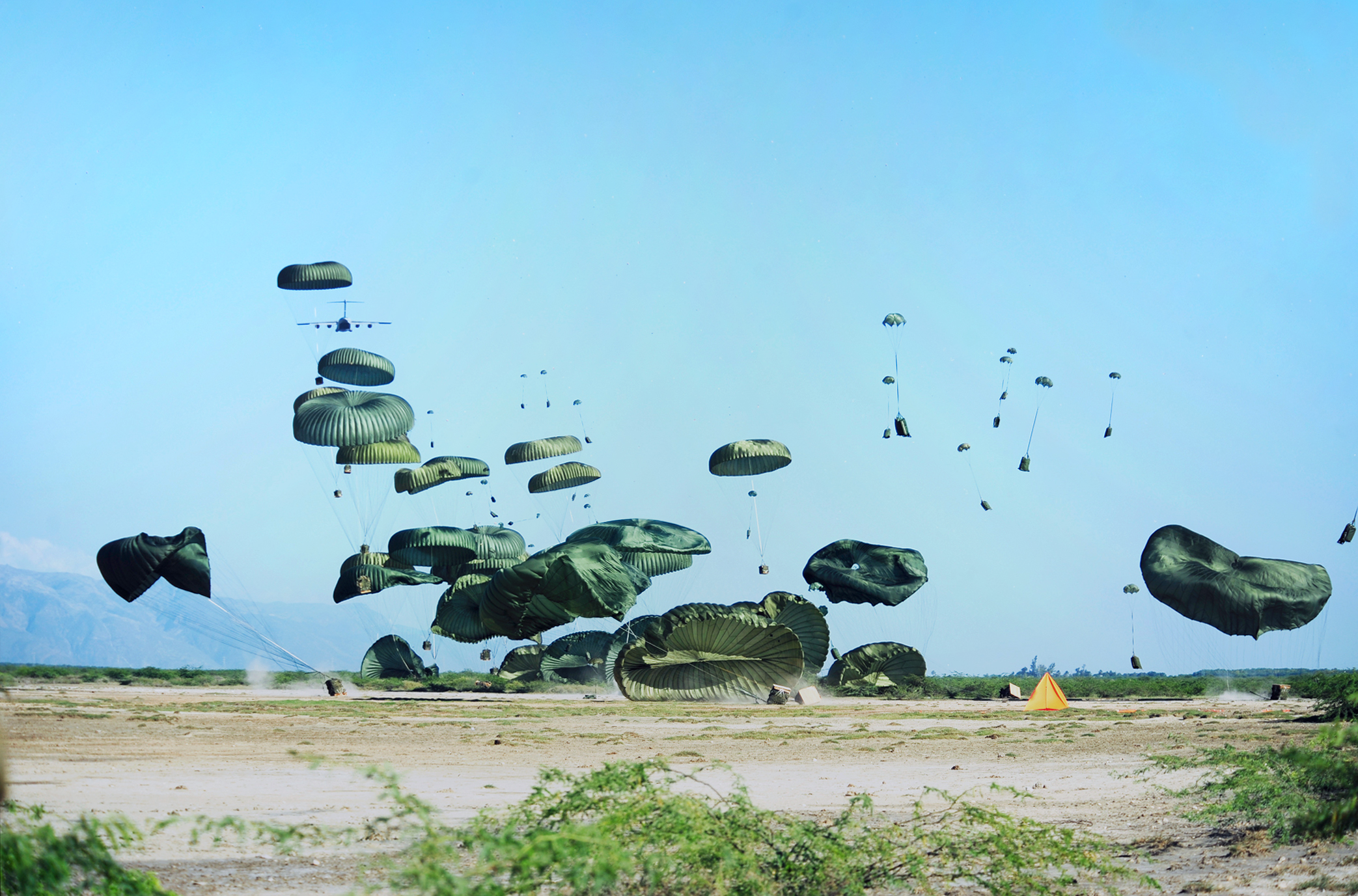
Un C-17 effectue le premier largage humanitaire à la suite du séisme de 2010 à Haïti.

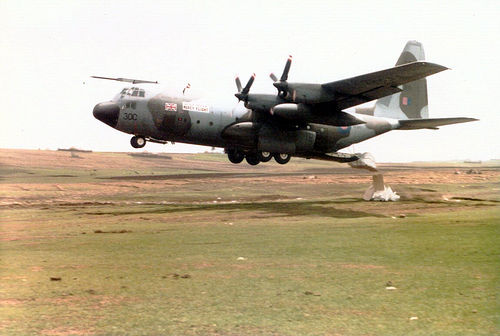
Largage aérien par un appareil C-130 Hercules de la RAF

Le largage aérien est une forme de livraison de matériel par la voie des airs, sans atterrissage de l'aéronef chargé du transport. Il est apparu au cours de la Seconde Guerre mondiale pour ravitailler des troupes, inaccessibles par voie terrestre ou maritime, en particulier des forces aéroportées projetées à l'intérieur des lignes ennemies.

## Historique
Lors des premiers largages, on lançait ou poussait des paquets matelassés depuis les aéronefs. Plus tard, on larguait de petites caisses dotées de parachutes par les portes latérales de l'avion. L'arrivée d'avions équipés de grandes portes à l'arrière et abaissables en vol permit de larguer des charges plus volumineuses.
Avec des avions plus grands, l'armée américaine mit au point la technique d'extraction à basse altitude, rendant possible la livraison de chars et d'autre matériel de grande taille. La même technique sert en bombardement par largage d'une arme de grande puissance, comme Le BLU-82, surnommé le Daisy Cutter (en français Faucheuse de marguerites), qui servit au Viêt Nam et plus récemment en Afghanistan. La bombe GBU-43/B, avec un poids de 10 250 kg, a été déployée dans le golfe Persique lors de la guerre d'Irak de 2003. Ces armes sont portées par des avions de fret, jouant le rôle de bombardiers.
Dans les opérations psychologiques, les largages aériens servent à lancer des dépliants de propagande.
Outre les opérations militaires, des avions de l'Organisation des Nations unies ou humanitaires larguent des vivres ou des fournitures médicales, comme en 2009 au Soudan du Sud.
Grâce à sa capacité de vol stationnaire, l'hélicoptère est fréquemment utilisé pour le largage de charges qui peuvent notamment être déposées délicatement au sol au bout d'un filin. Cet aéronef permet également de déposer des personnes sans atterrir.

## Méthodes de largage aérien

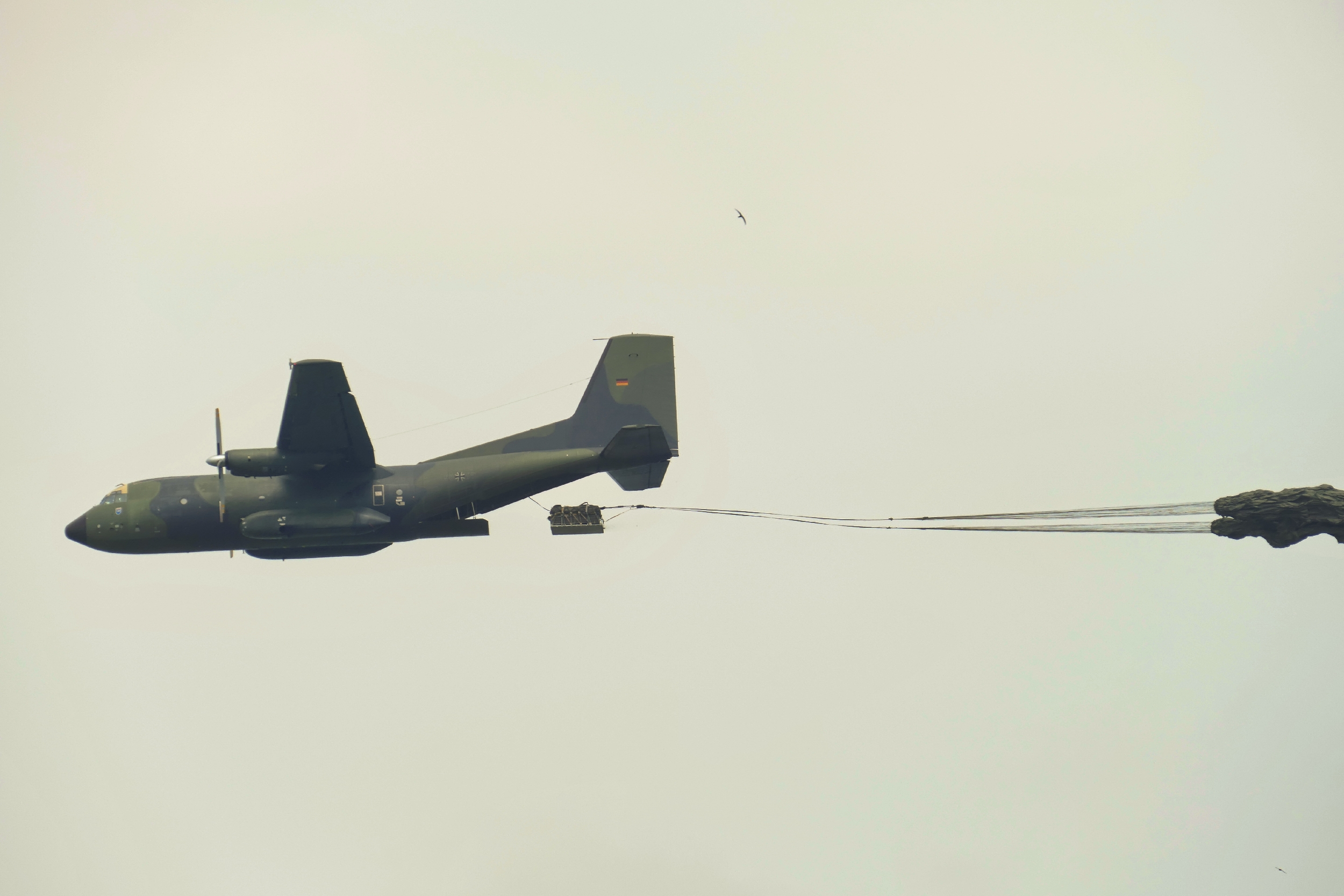
Largage d'une palette depuis un C-160 Transall allemand en 2019.

Il existe trois méthodes principales pour descendre une charge au sol.

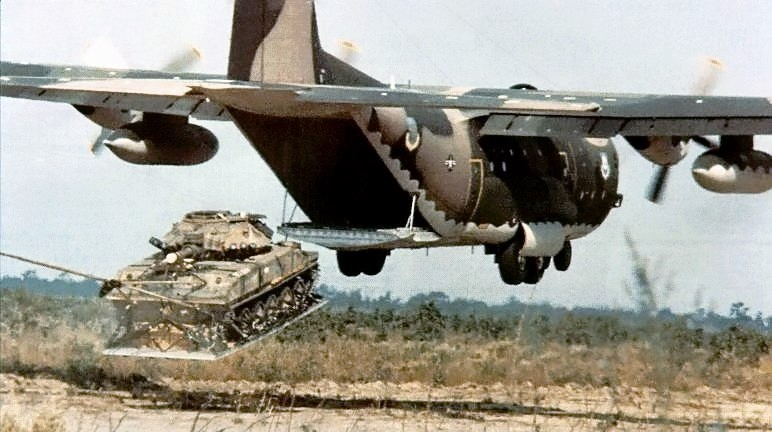
Char léger M551 Sheridan largué à très basse altitude.

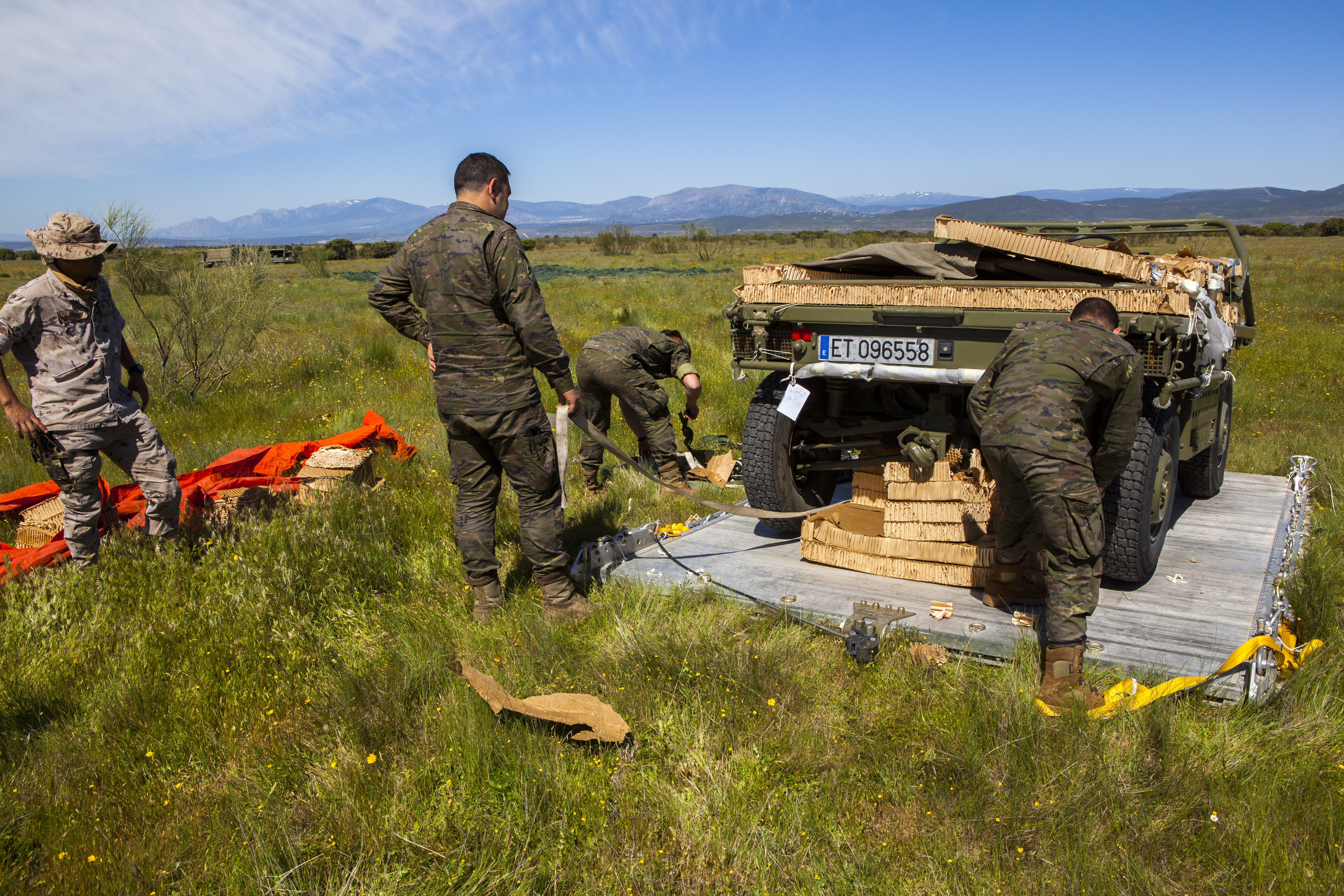
Quatripole Q-150D de la BRIPAC après un lancement en parachute

- Largage à faible vitesse : un parachute ralentit la charge pour amortir son impact avec le sol. Cette méthode convient au matériel fragile ou grand (par exemple, les véhicules). Parfois, l'avion effectue un passage à très basse altitude et la charge est larguée à quelques mètres du sol.
- Largage à grande vitesse : un parachute stabilise la descente de la charge, la ralentissant dans une certaine mesure (mais pas autant que dans la première méthode). Il est possible de téléguider ces charges pour plus de précision[3]
- Largage en chute libre : aucun parachute n'est employé. Cette méthode convient aux opérations humanitaires (vivres) ou psychologiques (dépliants).

Il existe différents moyens pour extraire la charge de l'avion. Soit le parachute tire la charge, soit l'expéditeur pousse la charge. Au cours de la Seconde Guerre mondiale, les soutes à bombes de certains bombardiers furent modifiées pour effectuer des largages.